# Castillejo de Mesleón
Castillejo de Mesleón ist ein Ort und eine nordspanische Gemeinde (municipio) mit 110 Einwohnern (Stand: 2024) in der Provinz Segovia in der Autonomen Gemeinschaft Kastilien-León. Neben dem Hauptort Castillejo de Mesleón gehört die Ortschaft Soto de Sepúlveda zur Gemeinde. 

## Lage und Klima
Die Gemeinde Castillejo de Mesleón liegt etwa 59 km (Fahrtstrecke) nordöstlich von Segovia in einer mittleren Höhe von ca. 1005 m. Durch die Gemeinde führt die Autovía A-1. Das Klima ist im Winter rau, im Sommer dagegen gemäßigt bis warm; Regen (ca. 693 mm/Jahr) fällt übers Jahr verteilt.

## Bevölkerungsentwicklung
| Jahr      | 1970 | 1981 | 1991 | 2001 | 2011 | 2021 |
| Einwohner | 106  | 87   | 254  | 204  | 152  | 127  |

## Sehenswürdigkeiten
- Kirche Mariä Himmelfahrt (Iglesia de Nuestra Señora de la Asunción) in Castillejo de Mesleón
- Marienkirche (Iglesia de Nuestra Señora del Rosario) in Soto de Sepúlveda
- Rochuskapelle

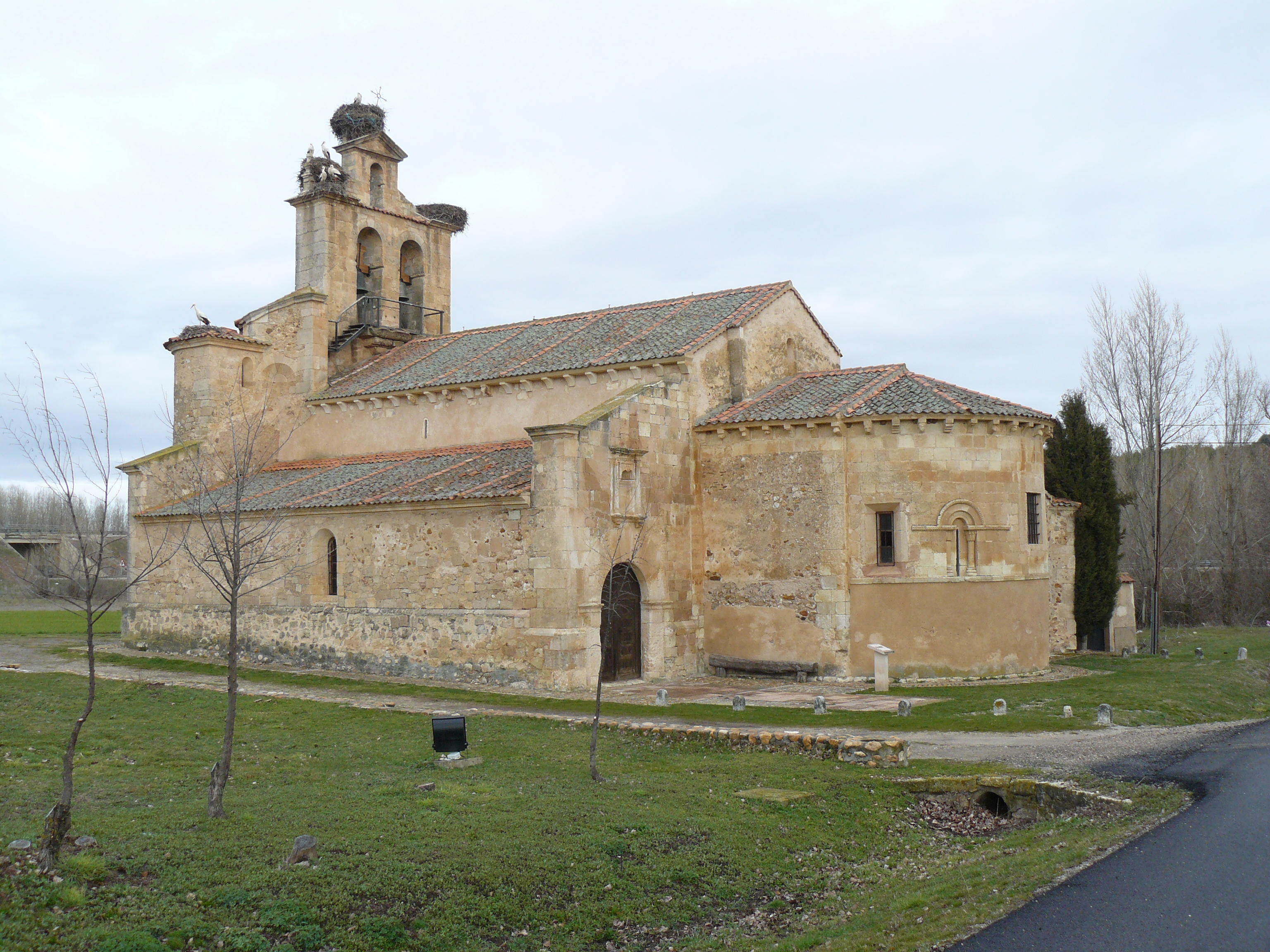
Kirche Mariä Himmelfahrt
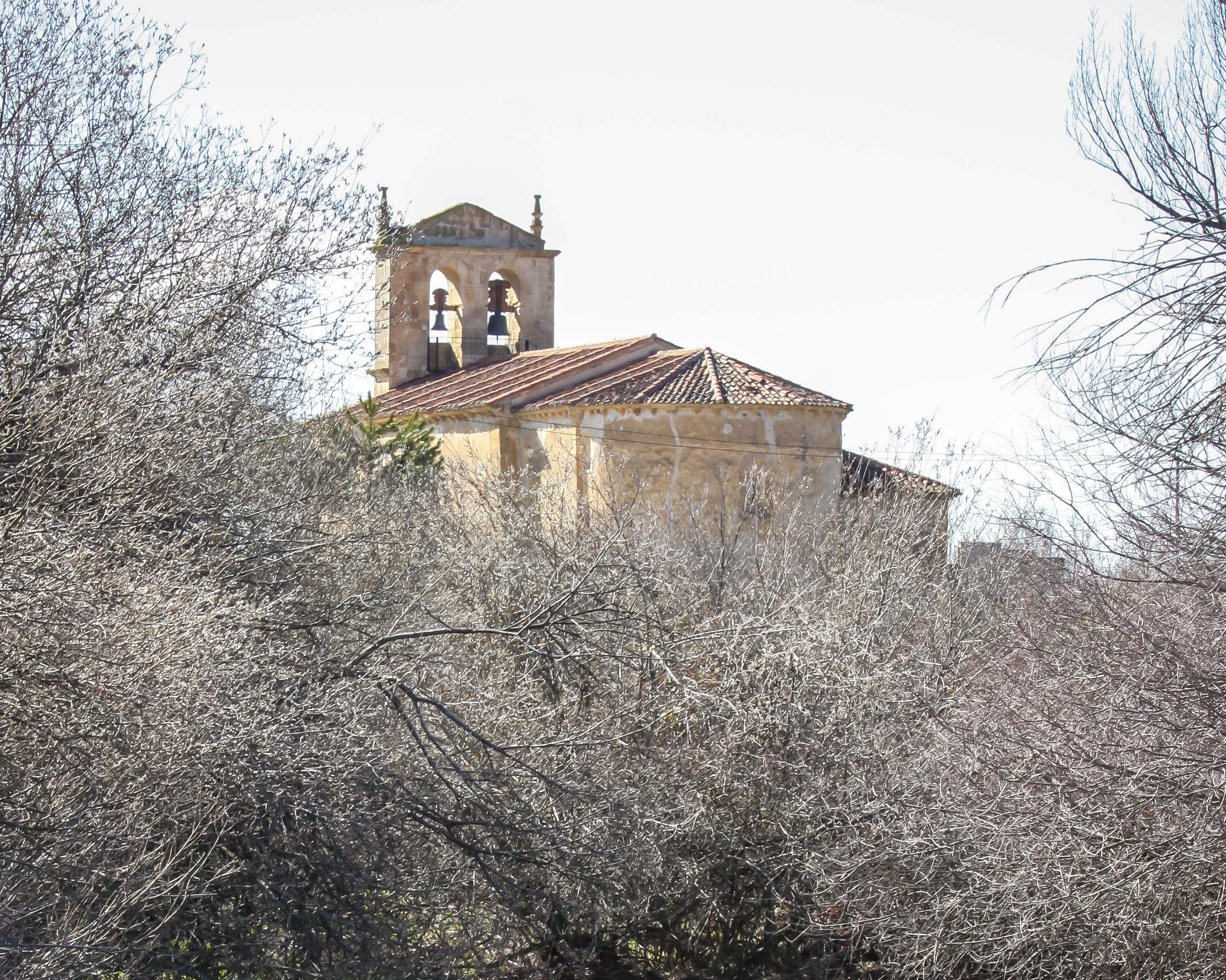
Marienkirche